# Stilpnotia fusca
Stilpnotia fusca är en fjärilsart som beskrevs av Erich Martin Hering 1926. Stilpnotia fusca ingår i släktet Stilpnotia och familjen tofsspinnare. Inga underarter finns listade i Catalogue of Life.